# Sparák hnědý
Sparák hnědý (Crinifer piscator) známý také jako turako čárkovaný nebo turako šedý je velký pták z čeledi turakovitých.

## Biotop
Vyskytuje se v lesnatých oblastech a savanách západní Afriky do nadmořské výšky 1300 metrů.

## Popis
Délka těla je asi 50 cm a rozpětí křídel může dosahovat i 85 cm. Může se dožít až 15 let.

## Potrava
Tento druh se živí ovocem, zejména fíky, semeny a jinou rostlinnou hmotou.

## Chov zoo v Česku
Sparáka hnědého chová Zoo Brno, které se podařilo odchovat více než 5 mláďat tohoto vzácného ptáka.